# Il mistero di Boscombe Valley
Il mistero di Boscombe Valley (The Boscombe Valley Mystery) è un racconto giallo del 1891, il quarto dei 56 che vedono protagonista Sherlock Holmes scritti dall'autore britannico Arthur Conan Doyle. La storia fu pubblicata originariamente nel 1891 nel numero di ottobre della rivista The Strand Magazine e fu la quarta ad essere inclusa alla raccolta Le avventure di Sherlock Holmes.

## Trama
L'ispettore Lestrade chiede a Holmes di recarsi nelle campagne dell'Herefordshire, dove un proprietario terriero è stato assassinato nei boschi della sua tenuta e il cui unico figlio sembra essere direttamente implicato nell'omicidio. Holmes deduce rapidamente che in realtà potrebbe essere stato presente un misterioso terzo uomo e suppone essere implicati un passato criminali, un amore ostacolato e degli episodi di ricatto. Holmes e Watson prendono un treno diretto a Boscombe Valley, nell'Herefordshire, e lungo il tragitto Holmes spiega brevemente quanto avvenuto. 
John Turner, vedovo e importante proprietario terriero con una figlia di nome Alice, vive nella stessa zona di un altro espatriato dall'Australia, Charles McCarthy, anche lui vedovo e con un unico figlio di nome James. McCarthy è stato trovato morto nei pressi del laghetto di Boscombe Pool, dove si era recato per un importante incontro con qualcuno. Due testimoni raccontano di averlo visto addentrarsi nel bosco, seguito pochi minuti dopo dal figlio con in braccio un fucile. Patience Moran, figlia di un custode della tenuta, racconta di aver visto padre e figlio litigare violentemente e di aver visto James alzare la mano contro il padre, come per colpirlo; la giovane, di soli quattordici anni, rimase spaventata al punto da correre a casa per avvertire la madre. Al termine del racconto della ragazza, si presenta lo stesso James sostenendo di aver trovato il padre morto nel bosco e cercando aiuto; le due lo seguono fino al laghetto, dove trovano l'uomo morto. Il ragazzo viene accusato di omicidio, nonostante Alice Turner ritenga che sia innocente e abbia contattato Scotland Yard (e di conseguenza Holmes) per scagionarlo.
Il giovane conferma al coroner quanto espresso dai testimoni, rivelando tuttavia di essersi recato nel bosco a caccia e non per seguire il padre. Spiega di aver poi udito il padre gridare "Cooee" e di averlo trovato nei pressi del laghetto, stupito di vederlo. I due avrebbero litigato furiosamente, e il giovane avrebbe fatto ritorno a casa, per poi poco dopo udire il padre gridare e tornare indietro, trovandolo steso a terra; dice di aver provato ad aiutarlo, ma l'uomo sarebbe morto tra le sue braccia. James non rivela tuttavia il motivo della loro discussione, fatto per il quale viene avvertito dal coroner che l'omissione potrebbe pregiudicare gravemente la sua posizione; il giovane ricorda inoltre che le ultime parole del padre alludevano ad un ratto (in originale rat), nonostante per lui non avessero alcun significato. Egli spiega infine di aver visto qualcosa di simile ad un cappotto sul terreno vicino al padre, che però sarebbe sparito mentre cercava di prestare aiuto.
Alice incontra Holmes, Watson e Lestrade in un albergo, spiegando loro che James è a suo avviso innocente e sostenendo che sarebbe proprio lei il motivo di discussione con suo padre: la ragazza avrebbe chiesto al giovane di sposarlo e questi avrebbe rifiutato; spiega inoltre che anche suo padre era contrario al matrimonio. Holmes le chiede se può parlare con suo padre, il quale però soffre di gravi problemi di salute, amplificati dalla recente morte di Charles, che conosce sin dai tempi a Victoria. Holmes decide dunque di parlare con James.
Il detective ritiene erroneamente che James sappia chi ha ucciso il padre ma voglia per qualche motivo proteggerlo. Scopre inoltre che la supposizione di Alice sul motivo di discussione è corretta, nonostante la giovane non sappia che James la ama alla follia e vorrebbe sposarla, ma non può farlo perché due anni prima ha sposato segretamente una cameriera. Ciò lo divora internamente e lo mette a dura prova: il padre si era più volte arrabbiato con lui per aver rifiutato il matrimonio con Alice, ma il giovane non poteva in alcun modo rivelargli la verità perché sarebbe stato cacciato di casa. Tuttavia la sposa, avendo letto sui giornali dei guai passati dal ragazzo, lo informa di avere un marito da prima che si incontrassero, invalidando di fatto il loro matrimonio e lasciando James libero di proporsi ad Alice.
Holmes, Watson e Lestrade si recano di nuovo alla tenuta di McCarthy, dove esaminano gli stivali di padre e figlio, per poi dirigersi al laghetto di Boscombe Pool seguendo le impronte. Esaminando il terreno nei pressi della scena del crimine, Holmes si rende conto dell'effettiva presenza di una terza persona, che egli crede essere senza dubbio l'assassino. Deduce inoltre che tale persona deve essere mancina (poiché la vittima è stata colpita da dietro sul lato sinistro, mentre un destrimano avrebbe fatto il contrario), alta, zoppicante dalla gamba destra e fumatore di sigari indiani; Lestrade non è tuttavia convinto.
All'albergo Holmes spiega a Watson che "Cooee" è un richiamo tipicamente usato dagli australiani, e che Charles in punto di morte non si riferiva ad un ratto ma stava tentando di dire "Ballarat", nome di un luogo in Australia. Inoltre, il grido "Cooee" non era per il figlio, presente in zona per puro caso, ma ad un'altra persona di origine australiana. In quel momento entra nella stanza John Turner, zoppicando e confermando a Holmes di essere lui l'assassino.
Nella sua confessione, l'uomo spiega che era un membro della Banda Ballarat, un gruppo di Bushranger. Un giorno tentarono di derubare un carrozzone carico d'oro, guidato proprio da McCarthy; Turner decise di risparmiarlo e di fuggire con il bottino. Egli si trasferì poi in Inghilterra separandosi dai suoi compagni, sposandosi e vivendo agiatamente grazie a quella rapina. Tuttavia, un giorno, si presentò da lui McCarthy, ricattandolo e chiedendogli una casa per sé e suo figlio, nonché denaro; John riuscì a malincuore a sopportare il tutto, finché un giorno McCarthy chiese che suo figlio potesse sposare Alice. John non era contrario all'unione, ma non voleva in alcun modo che il "sangue maledetto" di McCarthy si mescolasse al suo, opponendosi fermamente alla richiesta. Infine, Turner accordò un incontro segreto a Boscombe Pool, dove osservò Charles litigare con suo figlio e lo uccise non appena rimase solo, per amore della figlia. John si nascose prima dell'arrivo di James, recuperando il cappotto mentre James era chino sul padre.
Holmes decide di non rivelare la confessione dell'uomo, che sicuramente finirebbe per angosciare profondamente Alice, ma di utilizzarla solo in casi estremi per scagionare James.
Il racconto si conclude con la notizia della morte di John Turner, avvenuta sette mesi dopo l'incontro con Holmes e Watson, con l'assoluzione di James grazie alle prove presentate da Holmes e con il suo felice matrimonio con Alice.

### Ambientazione
Mentre si recano sulla scena del crimine, Holmes spiega a Watson che «Boscombe Valley è una zona rurale non molto lontana da Ross, nell'Herefordshire» in realtà non esiste alcun luogo corrispondente alla descrizione. Leslie S. Klinger, in The New Annotated Sherlock Holmes, spiega che si tratta di un "disguised name" (nome camuffato) ed elenca alcuni possibili luoghi dove la storia potrebbe svolgersi, frutto di diverse ricerche.

## Adattamenti
- La serie televisiva Sherlock Holmes contiene un adattamento della storia nel suo sesto episodio.
- La storia è stata adattata nel 1990 per BBC Radio 4, nell'ambito di un adattamento radiofonico di tutto il canone holmesiano con protagonisti Clive Merrison e Michael Williams.[2]
- Nel 1991 la storia è stata adattata per la serie televisiva Le avventure di Sherlock Holmes con Jeremy Brett ed Edward Hardwicke, nonché James Purefoy nei panni del giovane McCarthy.
- Gli eventi della storia sono stati adattati anche per il festival di Edimburgo del 2007 con il titolo di Murder in the Gardens. In questa versione, James McCarthhy viene scagionato a seguito di una visita da parte di Watson e il colpevole si rivela essere la moglie del signor Turner, essendo egli già morto durante lo svolgimento dei fatti.